# Maserati MC12
La Maserati MC12 (Maserati Corse 12 cilindri) è un'autovettura targa, costruita per partecipare al campionato FIA GT. Disegnata da Giugiaro, supera i 330 km/h e accelera da 0 a 100 km/h in 3,8 secondi. Per ottenere l'omologazione ne dovevano essere costruiti un minimo di 25 esemplari nel 2004, seguiti da altri 25 l'anno successivo. Il costo, che alla presentazione era di 600 000 euro, in prenotazione arrivò a 720 000 euro. L'auto è stata progettata in collaborazione con la Dallara e la Ferrari.

## Meccanica
Adotta il motore Ferrari F140, un V12 derivato da quello montato sulla Ferrari Enzo, con un angolo di 65° e una cilindrata di 5998 cm³; ha una potenza di 630 CV a 7500 giri. La lubrificazione a carter secco ha un sistema di pompe di recupero ad alta efficienza.
La MC12 ha un cambiocorsa Maserati a sei rapporti con selezione computerizzata che non richiede l'uso di frizione perché il comando del cambio è posto dietro il volante con due levette che servono per salire di marcia o scalare. Esistono due tipi di cambio: uno sportivo e uno da gara.

## Struttura e aerodinamica
L'MC12 è una coupé-spider a 2 posti e tettuccio asportabile, a motore centrale. La distribuzione dei pesi è del 41% nella parte anteriore e il 59% nella posteriore. La carrozzeria è in carbonio con 2 supporti in alluminio per aumentare il livello di sicurezza.
Molti elementi della vettura sono stati studiati in galleria del vento, come le prese d'aria nella parte anteriore. Un'altra presa d'aria per il vano motore è visibile sopra il tettuccio (snorkel). Nella parte posteriore l'ala di carbonio è larga oltre 2 metri. Il fondo della vettura è interamente coperto e si unisce a 2 estrattori per un migliore effetto suolo.

## Tecnica
L'MC12 ha le sospensioni anteriori e posteriori indipendenti a quadrilateri articolati (sistema push-rod) con geometria antidive-antisquat e con ammortizzatori contrapposti. Le ruote sono fissate da un monodado e hanno cerchioni da 19″; gli pneumatici sono Pirelli 245/35 all'anteriore e 345/35 al posteriore.
L'impianto frenante della Brembo ha dischi forati con diametro di 380 mm all'anteriore e 355 mm al posteriore. La vettura dispone anche di ABS.

## Attività sportiva

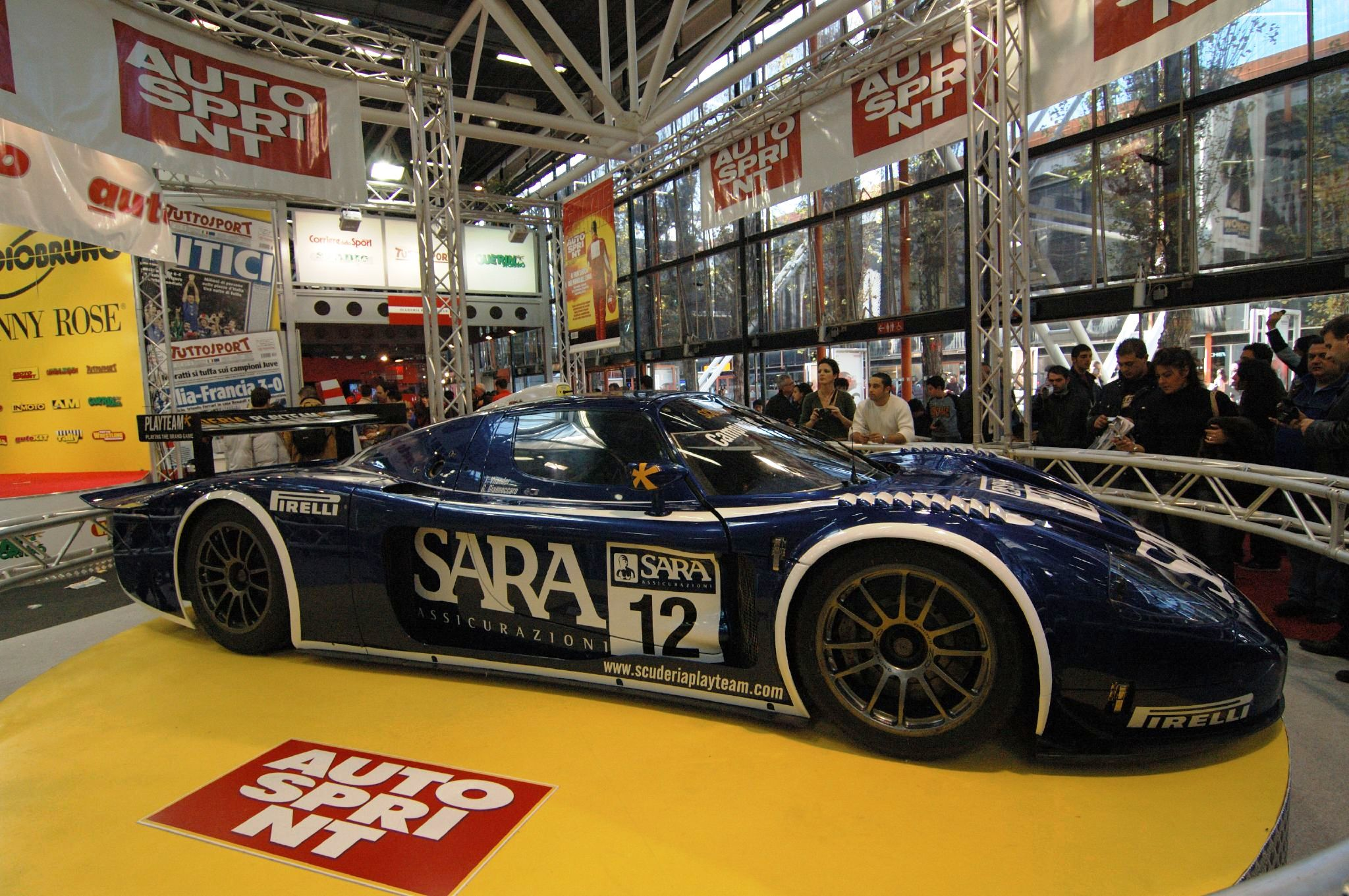
Una MC12 FIA GT

La Maserati è ritornata alle competizioni dopo 37 anni debuttando nel campionato FIA GT 2004 a Imola il 5 settembre 2004, con una coppia di MC12, una affidata ad Andrea Bertolini e Mika Salo e una a Johnny Herbert e Fabrizio De Simone. Fu in primo luogo un test: le due vetture, che partecipavano a campionato inoltrato, non avevano l'omologazione FIA necessaria a prendere punti nella competizione, ma fu un successo: un secondo e terzo posto per Bertolini-Salo e Herbert-De Simone.
Nel 2005 la Maserati presentò una vettura omologata secondo gli standard FIA GT1, per aderire ai quali fu sottoposta a modifiche: la vettura differiva dalla precedente per l'accorciamento del muso per ottenere 4990 mm di lunghezza massima, la riduzione della superficie aerodinamica anteriore, l'adozione del fondo piatto tra le ruote, l'adozione del diffusore piatto, lo spostamento degli scarichi, freni in carbonio, controllo di trazione e rimozione del vincolo di altezza minima.

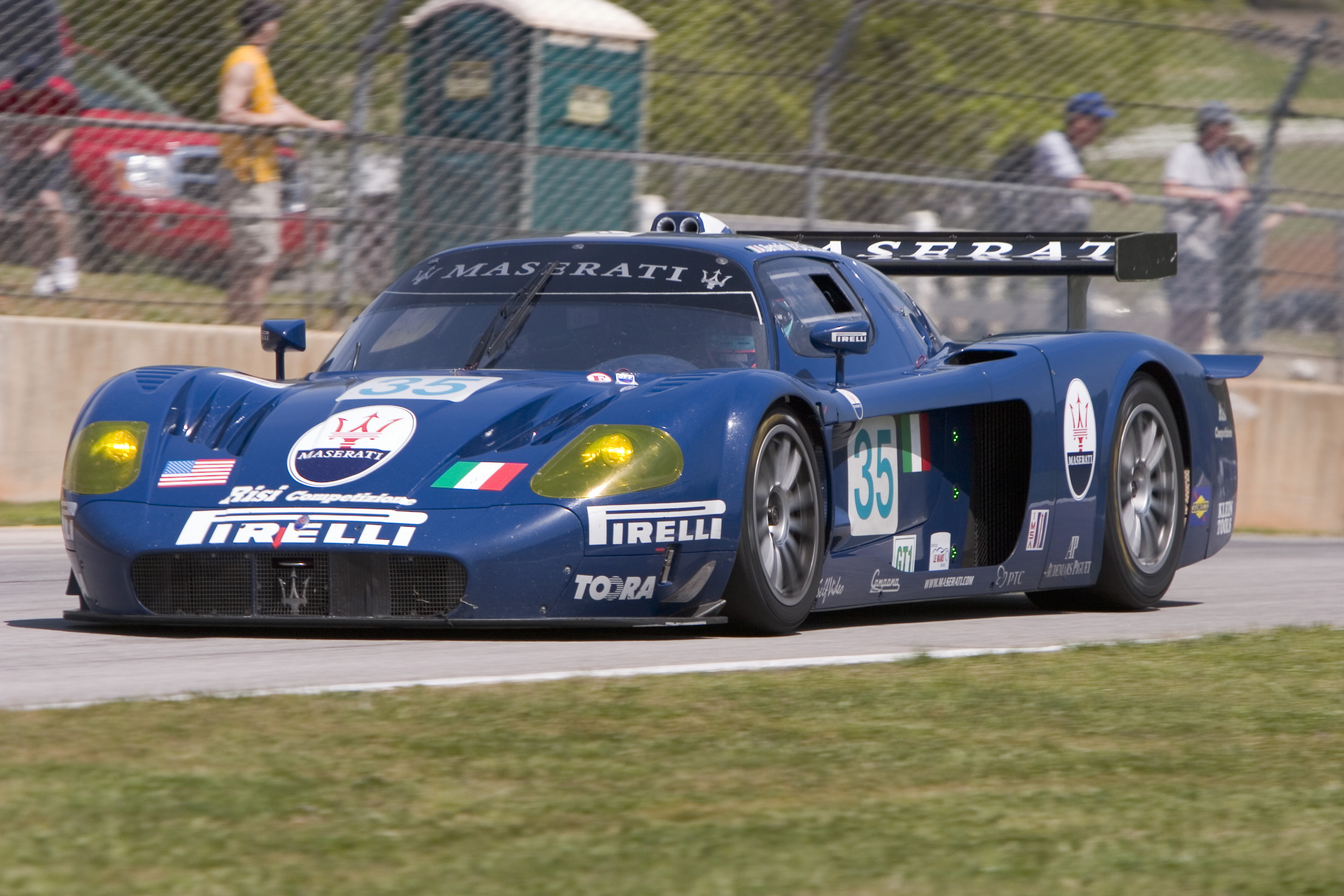
Una Maserati MC12 nella ALMS

I programmi per il 2005 sono ambiziosi: nella serie nord americana ALMS, Maserati Corse schiera direttamente la MC12 ufficiale numero 35 affidata all'equipaggio Andrea Bertolini/Fabrizio De Simone/Fabio Babini (quest'ultimo solo per le gare di lunga durata), grazie al supporto di partner importanti come la Pirelli e il team Risi Competizione. Nel FIA GT invece, due squadre private faranno scendere in pista due MC12 a testa. Si tratta del Vitaphone Racing Team, che presenta la vettura n. 9 per la coppia tedesca Michael Bartels/Timo Scheider e la numero 10 per gli italiani Fabio Babini/Thomas Biagi. La seconda compagine era quella monegasca del JMB Racing, che presentò due vetture, la 15 e la 16, per Andrea Bertolini, Philippe Peter, Karl Wendlinger e Jamie Davies. Inoltre una MC12 fu schierata nel Campionato Italiano GT dalla Racing Box, per i campioni in carica Piergiuseppe Perazzini/Gabriele Matteuzzi.
L'annata 2005 si è conclusa con cinque successi e venti podi su undici appuntamenti e la vittoria finale sia nel campionato per marche che in quello per piloti con Michael Bartels e Timo Scheider davanti ai propri compagni di squadra. Anche la classifica finale per squadre ha visto le due MC12 ai primi due posti.
Nel Campionato FIA GT 2006 Maserati si ripeté, conquistando 5 vittorie in 10 gare e tra queste la 24 Ore di Spa. Il team Vitaphone si riaggiudica la classifica per squadre e la coppia formata da Michael Bartels e Andrea Bertolini il mondiale piloti.
Sempre con la stessa vettura aggiornata la Maserati si presentò al nuovo appuntamento del FIA GT 2007 per difendere i titoli precedenti, riuscendoci con Thomas Biagi al termine dell'ultima prova di campionato a Zolder.
La serie di successi proseguì anche nelle stagioni 2008 e 2009 del Campionato FIA GT.

## MC12 Corsa

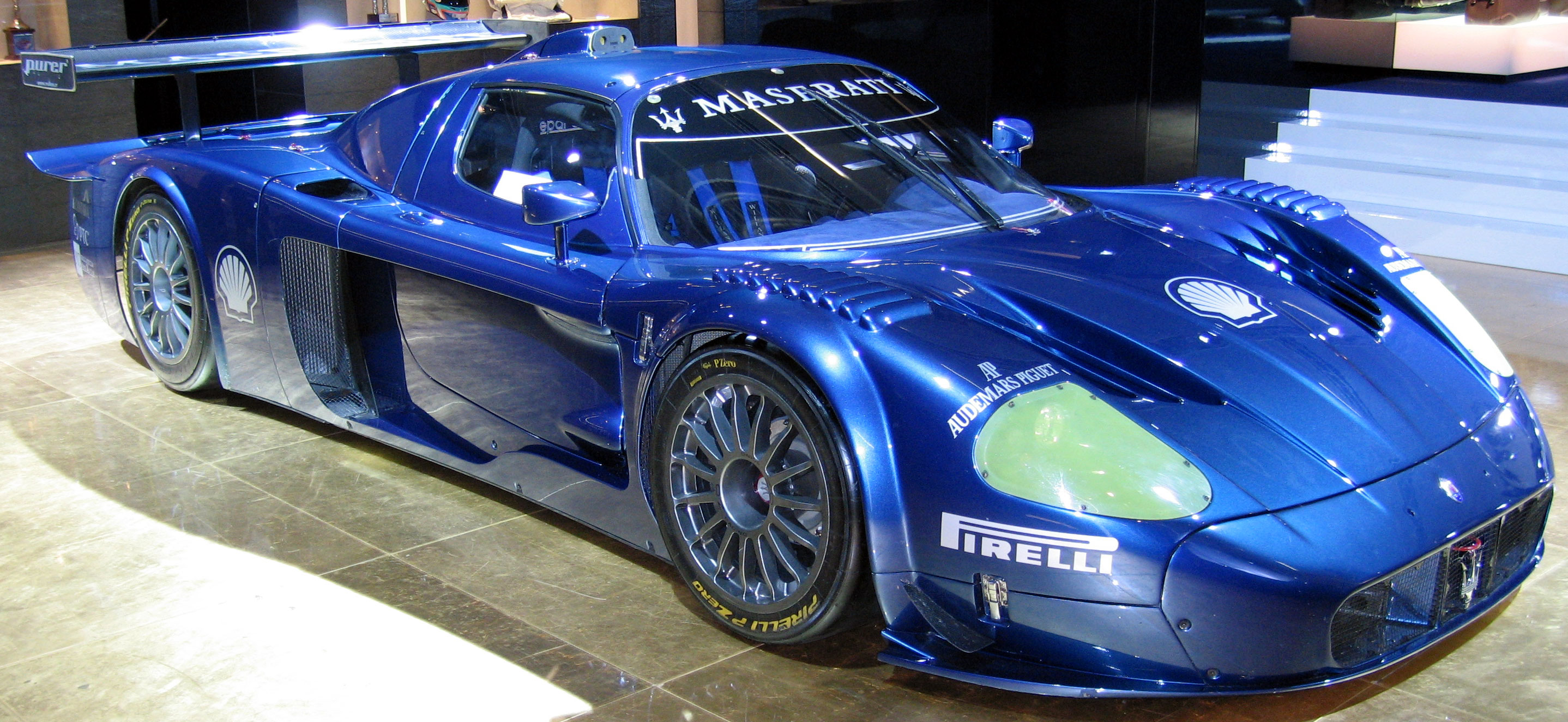
Una MC12 Corsa

Nella seconda metà del 2006 dalla vettura vittoriosa nel campionato internazionale fu derivata una piccola serie di vetture, le MC12 Corsa, non omologate per la strada, destinate a facoltosi piloti privati (il costo indicativo è di circa un milione di euro) o a scopi pubblicitari. In totale ne sono state costruite e vendute 12, più 3 per il marketing.
Questo modello, paragonato alla Ferrari FXX per essere utilizzabile solo in pista, ha lo stesso motore della vettura da gara, da 555 kw (755 CV) a 8000 rpm, 92 kilowatt (125 CV) in più della versione normale; è molto alleggerita con un peso a vuoto di 1150 kg e non presenta l'ABS; la vettura ha freni carbo-ceramici.
Dalla meccanica della MC12 nel 2005 fu derivata la concept-car Maserati Birdcage 75th di Pininfarina.

## Caratteristiche tecniche
| Caratteristiche tecniche - Maserati MC12 Stradale | Caratteristiche tecniche - Maserati MC12 Stradale | Caratteristiche tecniche - Maserati MC12 Stradale | Caratteristiche tecniche - Maserati MC12 Stradale | Caratteristiche tecniche - Maserati MC12 Stradale | Caratteristiche tecniche - Maserati MC12 Stradale |
| --- | --- | --- | --- | --- | --- |
| | | | | | |
| Configurazione | | | | | |
| Carrozzeria: targa | Carrozzeria: targa | Posizione motore: posteriore | Posizione motore: posteriore | Trazione: posteriore | Trazione: posteriore |
| Dimensioni e pesi | | | | | |
| Ingombri (lungh.×largh.×alt. in mm): 5143 × 2096 × 1205 | Ingombri (lungh.×largh.×alt. in mm): 5143 × 2096 × 1205 | Ingombri (lungh.×largh.×alt. in mm): 5143 × 2096 × 1205 | Ingombri (lungh.×largh.×alt. in mm): 5143 × 2096 × 1205 | Diametro minimo sterzata: 12 m | Diametro minimo sterzata: 12 m |
| Interasse: 2800 mm | Interasse: 2800 mm | Carreggiate: anteriore 1660 - posteriore 1650 mm | Carreggiate: anteriore 1660 - posteriore 1650 mm | Altezza minima da terra: | Altezza minima da terra: |
| Posti totali: 2 | Posti totali: 2 | Bagagliaio: | Bagagliaio: | Serbatoio: 115 l | Serbatoio: 115 l |
| Meccanica | | | | | |
| Tipo motore: 12 cilindri disposti a V di 65° con quattro valvole per cilindro comandate da bicchierini idraulici, disposizione posteriore centrale, lubrificazione motore a Carter secco con pompe in unico gruppo. Sistemi di accensione e di iniezione integrati Bosch, acceleratore a comando elettronico. Rapporto di compressione: 11,2:1 | Tipo motore: 12 cilindri disposti a V di 65° con quattro valvole per cilindro comandate da bicchierini idraulici, disposizione posteriore centrale, lubrificazione motore a Carter secco con pompe in unico gruppo. Sistemi di accensione e di iniezione integrati Bosch, acceleratore a comando elettronico. Rapporto di compressione: 11,2:1 | Tipo motore: 12 cilindri disposti a V di 65° con quattro valvole per cilindro comandate da bicchierini idraulici, disposizione posteriore centrale, lubrificazione motore a Carter secco con pompe in unico gruppo. Sistemi di accensione e di iniezione integrati Bosch, acceleratore a comando elettronico. Rapporto di compressione: 11,2:1 | Cilindrata: (Alesaggio×corsa: 92,0×75,2 mm), totale 5998 cm³ | Cilindrata: (Alesaggio×corsa: 92,0×75,2 mm), totale 5998 cm³ | Cilindrata: (Alesaggio×corsa: 92,0×75,2 mm), totale 5998 cm³ |
| Distribuzione: a due alberi a camme in testa per bancata azionati da cascata ingranaggi | Distribuzione: a due alberi a camme in testa per bancata azionati da cascata ingranaggi | Distribuzione: a due alberi a camme in testa per bancata azionati da cascata ingranaggi | Alimentazione: | Alimentazione: | Alimentazione: |
| Prestazioni motore | Potenza: 465 kW (630 CV) a 7500 giri / Coppia: 652 N·m (66,5 kgm) a 5500 giri | Potenza: 465 kW (630 CV) a 7500 giri / Coppia: 652 N·m (66,5 kgm) a 5500 giri | Potenza: 465 kW (630 CV) a 7500 giri / Coppia: 652 N·m (66,5 kgm) a 5500 giri | Potenza: 465 kW (630 CV) a 7500 giri / Coppia: 652 N·m (66,5 kgm) a 5500 giri | Potenza: 465 kW (630 CV) a 7500 giri / Coppia: 652 N·m (66,5 kgm) a 5500 giri |
| Accensione: elettronica integrata con l'iniezione | Accensione: elettronica integrata con l'iniezione | Accensione: elettronica integrata con l'iniezione | Impianto elettrico: | Impianto elettrico: | Impianto elettrico: |
| Frizione: idraulica a doppio disco (di diametro 215 mm) a secco con parastrappi torsionali | Frizione: idraulica a doppio disco (di diametro 215 mm) a secco con parastrappi torsionali | Frizione: idraulica a doppio disco (di diametro 215 mm) a secco con parastrappi torsionali | Cambio: a 6 rapporti con comando di asservimento idraulico a gestione elettronica, realizzato mediante leve a bilanciere situate dietro al volante, cambio longitudinale posteriore. | Cambio: a 6 rapporti con comando di asservimento idraulico a gestione elettronica, realizzato mediante leve a bilanciere situate dietro al volante, cambio longitudinale posteriore. | Cambio: a 6 rapporti con comando di asservimento idraulico a gestione elettronica, realizzato mediante leve a bilanciere situate dietro al volante, cambio longitudinale posteriore. |
| Telaio | | | | | |
| Corpo vettura | Struttura portante in carbonio e materiali compositi con strutture posteriori ed anteriori in alluminio | Struttura portante in carbonio e materiali compositi con strutture posteriori ed anteriori in alluminio | Struttura portante in carbonio e materiali compositi con strutture posteriori ed anteriori in alluminio | Struttura portante in carbonio e materiali compositi con strutture posteriori ed anteriori in alluminio | Struttura portante in carbonio e materiali compositi con strutture posteriori ed anteriori in alluminio |
| Sospensioni | anteriori: a quadrilateri articolati con schema push-rod con ammortizzatori a monotaratura e molle elicoidali coassiali / posteriori: a quadrilateri articolati con schema push-rod con ammortizzatori a monotaratura e molle elicoidali coassiali                                                                                             | anteriori: a quadrilateri articolati con schema push-rod con ammortizzatori a monotaratura e molle elicoidali coassiali / posteriori: a quadrilateri articolati con schema push-rod con ammortizzatori a monotaratura e molle elicoidali coassiali                                                                                             | anteriori: a quadrilateri articolati con schema push-rod con ammortizzatori a monotaratura e molle elicoidali coassiali / posteriori: a quadrilateri articolati con schema push-rod con ammortizzatori a monotaratura e molle elicoidali coassiali                                         | anteriori: a quadrilateri articolati con schema push-rod con ammortizzatori a monotaratura e molle elicoidali coassiali / posteriori: a quadrilateri articolati con schema push-rod con ammortizzatori a monotaratura e molle elicoidali coassiali                                         | anteriori: a quadrilateri articolati con schema push-rod con ammortizzatori a monotaratura e molle elicoidali coassiali / posteriori: a quadrilateri articolati con schema push-rod con ammortizzatori a monotaratura e molle elicoidali coassiali                                         |
| Freni | anteriori: a disco 380×34 mm / posteriori: a disco da 335×32 mm; Brembo autoventilanti e forati, pinze in lega leggera a sei pistoni anteriori e quattro posteriori a diametro differenziato. Materiale d'attrito pastiglie: "Pagid RS 4.2.1". ABS Bosch 5.3. Ripartitore frenata con EBD.                                                     | anteriori: a disco 380×34 mm / posteriori: a disco da 335×32 mm; Brembo autoventilanti e forati, pinze in lega leggera a sei pistoni anteriori e quattro posteriori a diametro differenziato. Materiale d'attrito pastiglie: "Pagid RS 4.2.1". ABS Bosch 5.3. Ripartitore frenata con EBD.                                                     | anteriori: a disco 380×34 mm / posteriori: a disco da 335×32 mm; Brembo autoventilanti e forati, pinze in lega leggera a sei pistoni anteriori e quattro posteriori a diametro differenziato. Materiale d'attrito pastiglie: "Pagid RS 4.2.1". ABS Bosch 5.3. Ripartitore frenata con EBD. | anteriori: a disco 380×34 mm / posteriori: a disco da 335×32 mm; Brembo autoventilanti e forati, pinze in lega leggera a sei pistoni anteriori e quattro posteriori a diametro differenziato. Materiale d'attrito pastiglie: "Pagid RS 4.2.1". ABS Bosch 5.3. Ripartitore frenata con EBD. | anteriori: a disco 380×34 mm / posteriori: a disco da 335×32 mm; Brembo autoventilanti e forati, pinze in lega leggera a sei pistoni anteriori e quattro posteriori a diametro differenziato. Materiale d'attrito pastiglie: "Pagid RS 4.2.1". ABS Bosch 5.3. Ripartitore frenata con EBD. |
| Pneumatici | anteriori 245/35 ZR19, posteriori 345/35 ZR19 / Cerchi: in lega leggera da 19": anteriori 9J×19, posteriori 13J×19 | anteriori 245/35 ZR19, posteriori 345/35 ZR19 / Cerchi: in lega leggera da 19": anteriori 9J×19, posteriori 13J×19 | anteriori 245/35 ZR19, posteriori 345/35 ZR19 / Cerchi: in lega leggera da 19": anteriori 9J×19, posteriori 13J×19 | anteriori 245/35 ZR19, posteriori 345/35 ZR19 / Cerchi: in lega leggera da 19": anteriori 9J×19, posteriori 13J×19 | anteriori 245/35 ZR19, posteriori 345/35 ZR19 / Cerchi: in lega leggera da 19": anteriori 9J×19, posteriori 13J×19 |
| Prestazioni dichiarate | | | | | |
| Velocità: > 330 km/h | Velocità: > 330 km/h | Velocità: > 330 km/h | Accelerazione: 0-100 km/h in 3,8 secondi - 0-200 km/h in 9,9 s - 0-400 metri in 11,3 s - 0-1000 metri in 20,1 s | Accelerazione: 0-100 km/h in 3,8 secondi - 0-200 km/h in 9,9 s - 0-400 metri in 11,3 s - 0-1000 metri in 20,1 s | Accelerazione: 0-100 km/h in 3,8 secondi - 0-200 km/h in 9,9 s - 0-400 metri in 11,3 s - 0-1000 metri in 20,1 s |